# Pelidnota dubia
Pelidnota dubia är en skalbaggsart som beskrevs av Bates 1904. Pelidnota dubia ingår i släktet Pelidnota och familjen Rutelidae. Inga underarter finns listade i Catalogue of Life.